# La Grande Montée
La Grande Montée est un lieu-dit de l'île de La Réunion, département d'outre-mer français dans le sud-ouest de l'océan Indien. Il constitue un quartier de la commune de Sainte-Marie situé au sud-sud-ouest du centre-ville.